# Brunneby socken
Brunneby socken i Östergötland ingick i Bobergs härad (före 1890 även del i Gullbergs härad), ingår sedan 1971 i Motala kommun och motsvarar från 2016 Brunneby distrikt.
Socknens areal är 38,83 kvadratkilometer land. År 2000 fanns här 2 820 invånare. I socknen ligger tätorten Borensberg samt kyrkbyn till 1830 Brunneby med den tidigare sockenkyrkan Brunneby kyrka som 1830 ersattes som sockenkyrka med Klockrike kyrka.

## Administrativ historik
Brunneby socken har medeltida ursprung.
1890 överfördes till Bobergs härad den del av kyrkosocknen vars motsvarande jordebok till dess hört till Ljungs socken i Gullbergs härad: 1/2 mantal Licka.
Vid kommunreformen 1862 övergick socknens ansvar för de kyrkliga frågorna till Brunneby församling och för de borgerliga frågorna till Klockrike och Brunneby landskommun som redan 1868 delades och då Brunneby landskommun bildades. Landskommunen inkorporerades 1952 i Borensbergs landskommun och ingår sedan 1971 i Motala kommun.  Församlingen uppgick 2006 i Borensbergs församling. En mindre del av Kungs Norrby 1:89 överfördes till Bjärka 1:3 i Ljungs socken enligt beslut per 23 september 1977.
1 januari 2016 inrättades distriktet Brunneby, med samma omfattning som församlingen hade 1999/2000.  
Socknen har tillhört samma fögderier och domsagor som Bobergs härad.  De indelta soldaterna tillhörde  Första livgrenadjärregementet, Vreta Klosters kompani och Andra livgrenadjärregementet, Bergslags kompani.

## Geografi
Brunneby socken ligger öster om Boren vid Motala ström och Norrbysjön. Socknen är i södra delen, söder om sjöarna och Motala ström,  odlad slättbygd och i norra delen sjörik skogsbygd.

## Fornlämningar
Kända från socknen är boplatser från stenåldern och två fornborgar från järnåldern.

## Namnet
Namnet (1269, Brunnaby) kommer från kyrkbyn. Förleden är brunn, 'källa', efterleden är by, 'gård; by'.

### Fotnoter
1. 1 2  Svensk Uppslagsbok andra upplagan 1947–1955: Brunneby socken
2. 1 2  Harlén, Hans; Harlén Eivy (2003). Sverige från A till Ö: geografisk-historisk uppslagsbok. Stockholm: Kommentus. Libris 9337075. ISBN 91-7345-139-8
3. ↑  ”Församlingar”. Statistiska centralbyrån. https://www.scb.se/hitta-statistik/regional-statistik-och-kartor/regionala-indelningar/forsamlingar/. Läst 30 december 2022.
4. ↑  Administrativ historik för Brunneby socken (Klicka på församlingsposten). Källa: Nationella arkivdatabasen, Riksarkivet.
5. 1 2  Sjögren, Otto (1931). Sverige geografisk beskrivning del 2 Östergötlands, Jönköpings, Kronobergs, Kalmar och Gotlands län. Stockholm: Wahlström & Widstrand. Libris 9939
6. 1 2  Nationalencyklopedin
7. ↑  Fornlämningar, Statens historiska museum: Brunneby socken
8. ↑  Fornminnesregistret, Riksantikvarieämbetet: Brunneby socken Fornminnen i socknen erhålls på kartan genom att skriva in sockennamn (utan "socken") i "Ange geografiskt område"
9. ↑  Mats Wahlberg, red (2003). Svenskt ortnamnslexikon. Uppsala: Institutet för språk och folkminnen. Libris 8998039. ISBN 91-7229-020-X. https://isof.diva-portal.org/smash/get/diva2:1175717/FULLTEXT02.pdf